# Tipula maija
Tipula maija är en tvåvingeart som beskrevs av Evgenyi Nikolayevich Savchenko 1973. Tipula maija ingår i släktet Tipula och familjen storharkrankar. Inga underarter finns listade i Catalogue of Life.